# Haplothrix paramicator
Haplothrix paramicator är en skalbaggsart som beskrevs av Stefan von Breuning 1965. Haplothrix paramicator ingår i släktet Haplothrix och familjen långhorningar. Inga underarter finns listade i Catalogue of Life.